# Отеллос (футбольный клуб)
Отеллос Афиену (греч. Αθλητικός Σύλλογος Οθέλλος Αθηαίνου) — кипрский футбольный клуб, базирующийся в деревне Афиену, входящей в состав района Ларнака.

## История
Отеллос был основан в 1933 году. Клубными цветами стали зелёный и белый, а клубным стадионом — Отеллос Афиену. В 1967 году команда стала членом Кипрской федерации футбола (CFA) и с того времени регулярно принимает участие во всех соревнованиях Ассоциации.

## Достижения
- Второй дивизион Кипра
  - Победитель (1): 2022/23.
- Третий дивизион Кипра
  - Победитель (2): 1990/91, 1993/94.
- Четвёртый дивизион Кипра
  - Победитель (1): 2003/04